# 2009年ATP世界巡回赛总决赛
2009年巴克莱银行ATP世界巡回赛总决赛（2009 Barclays ATP World Tour Finals）于2009年11月22日-11月29日在英国伦敦的O2体育馆举行。單打由尼古莱·达维登科奪得冠軍。雙打由布萊恩兄弟奪得。

## 单打
| 球员       | 积分  | 參加賽事 | 晉級日         |
| ---------- | ----- | -------- | -------------- |
| 费德勒     | 10150 | 15       | 2009年7月5日   |
| 納達爾     | 9205  | 17       | 2009年5月19日  |
| 喬科維奇   | 7910  | 22       | 2009年9月10日  |
| 穆雷       | 6630  | 18       | 2009年8月20日  |
| 德尔波特罗 | 5985  | 19       | 2009年9月15日  |
| 达维登科   | 3630  | 22       | 2009年11月12日 |
| 沃达斯科   | 3300  | 24       | 2009年11月13日 |
| 索德林     | 3010  | 26       | 2009年11月17日 |

- 納達爾：自5月19日後，已獲得總決賽的資格。首先在澳洲網球公開賽決賽擊敗費德勒鞏固世界第一的寶座，隨後奪下印第安維爾斯大師賽、羅馬大師賽與衛冕蒙地卡羅大師賽與巴塞隆納公開賽，但在法國網球公開賽第四圈出局後，因膝傷退出AEGON錦標賽與溫布頓，溫布頓讓出世界第一的位置給費德勒，自在羅馬大師賽後，陷入一冠未得的低潮。今年將是第三次角逐此賽事。[9]。

- 费德勒，在澳網決賽敗於拿度後，表現一般，直到馬德里大師賽奪冠後開始有改善，首先在法國網球公開賽連續四年闖入決賽擊敗索德林，首次在泥地大滿貫賽事奪冠，成為網球史上第六位完成職業大滿貫的球員。接著在溫布頓網球錦標賽連續七年闖入決賽與安迪·羅迪克苦戰五盤取勝，在夏季硬地巡迴賽中的辛辛那提大師賽取得今年第4座冠軍。但在美網雖然連續六年闖入決賽卻敗於胡安·馬丁·德爾波特羅之下。今年將是連續八年角逐此賽事。並四次奪冠。

- 穆雷，2009年第一個冠軍是卡達埃克森美孚公開賽，接著先後贏得荷蘭銀行世界錦標賽、新力愛力信公開賽、AEGON錦標賽、加拿大大師賽以及華倫西亞公開賽。在四項大滿貫賽事都有穩定表現。惟獨在美國網球公開賽中，在被看好的情況下，第四圈爆冷被馬林·西利奇淘汰，今年是第二次參賽[10]。

- 喬科維奇年初表現並不太好，在澳網八強被羅迪克淘汰。但不久勝出杜拜網球錦標賽，之後更塞爾維亞公開賽、中國網球公開賽、大衛杜夫瑞士室內賽以及巴黎大師賽。他是去年賽事的冠軍，是第三年參賽。

- 德尔波特罗年度的最好表現在美國網球公開賽決賽中擊退費德勒奪得首個大滿貫賽事。其餘兩項賽事冠軍為喜力公開賽以及雷格梅森網球經典賽。在加拿大大師賽方首，他亦成功首次晉於決賽，但敗於穆雷之下。

- 羅迪克原定參與此賽事，但因為上海大師賽賽後受傷休養放棄角逐。今年贏得一項單打錦標，此外在溫網力戰五盤下才僅敗而回。

- 达维登科在年初受傷退出，今年的第一個冠軍是德國公開賽。其後在上海站贏得第三個大師賽冠軍。

- 沃达斯科年初澳網曾晉級四強。今年贏得派樂筆網球賽（英语：Connecticut Open (tennis)）[11]，此外亦晉身兩項單打的決賽。在大滿貫賽事中，至少成功晉身第四圈。

- 索德林年初成績並不明顯，不過在法國網球公開賽一鳴驚人。法網第四圈賽事他擊敗了四屆冠軍拿度，成為第一位在法網擊敗拿度的球員。在決賽負於費德勒。此外在溫網及美網均遇上費德勒出局。而在澳網在只到達第二圈。他只奪得瑞典網球公開賽冠軍，此外在另外四項賽事晉身至四強。今次是他第一次角逐大師盃。

## 冠軍得主

### 單打
尼古萊·達維登科 擊敗  胡安·馬丁·德爾波特羅（6–3、6–4）
- 這是達維登科奪得職業生涯第1座ATP年終賽單打冠軍，也是今年第5座單打冠軍與生涯第19座單打冠軍。

### 雙打
鮑勃·布賴恩 /  邁克·布賴恩 擊敗  馬克斯·米爾內 /  安迪·拉姆（7–65、6–3）